# Skidbacke

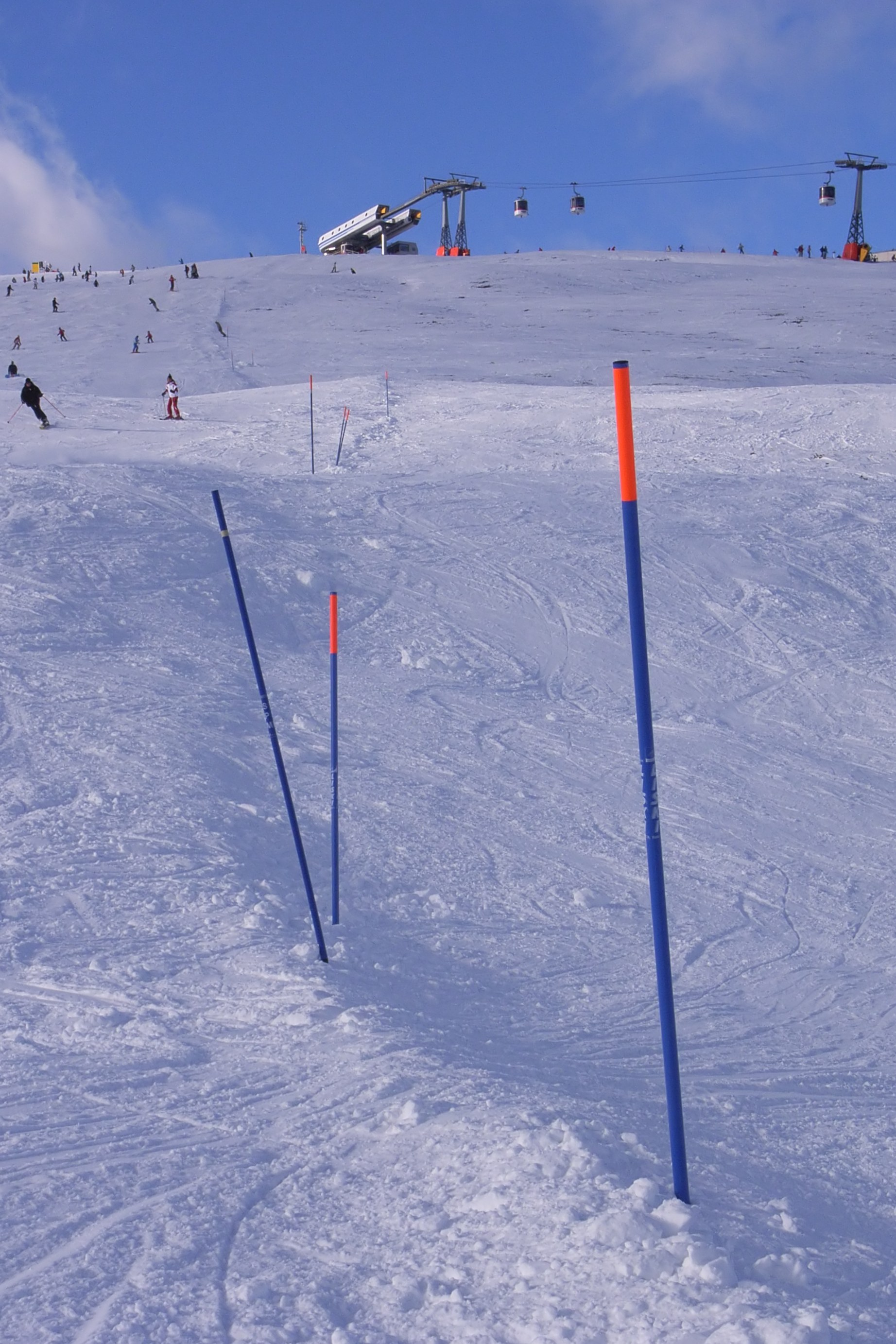
Skidbacke i Italien.

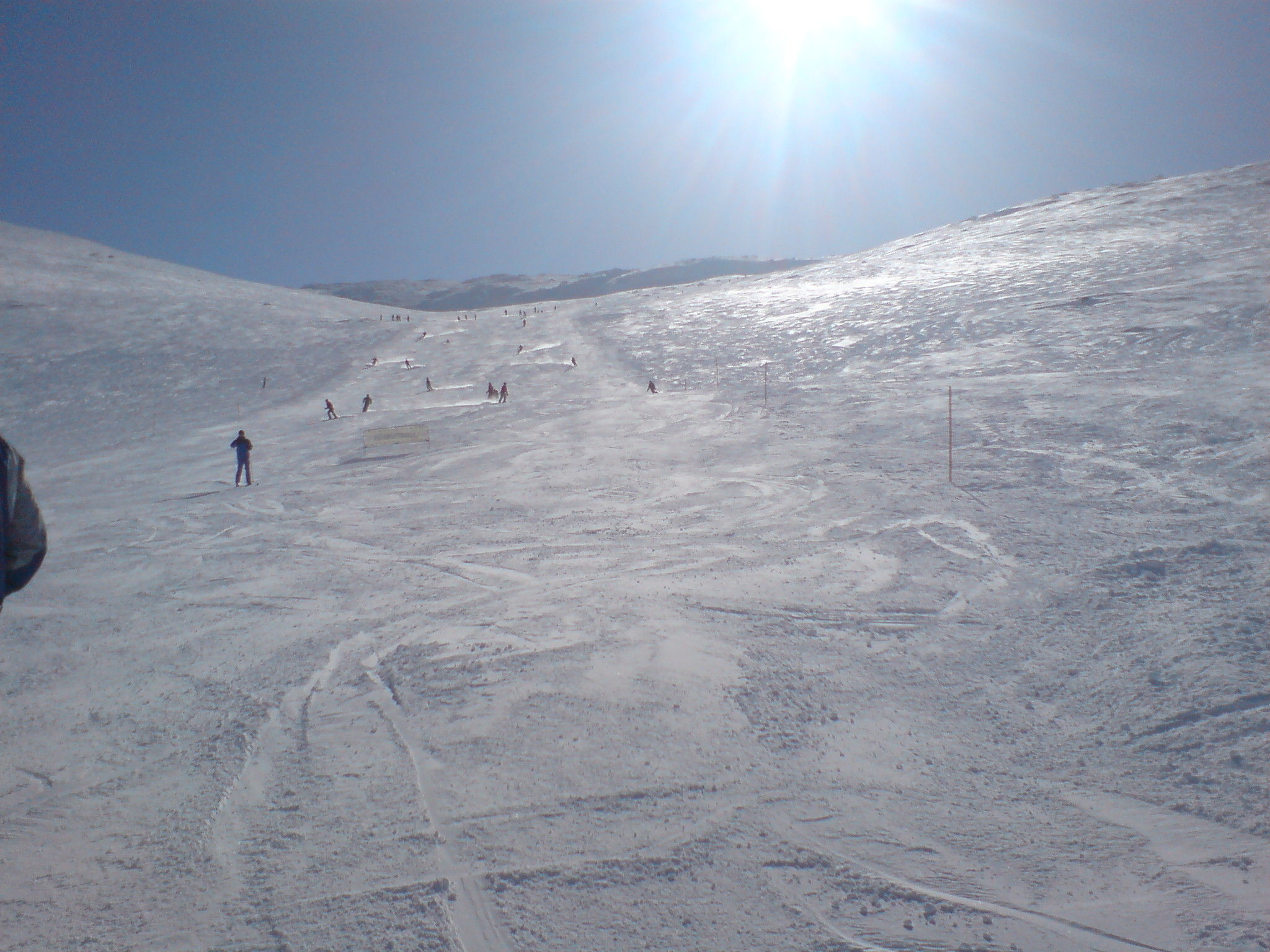
Skidbacke i Åre.

En skidbacke eller pist, utgörs av ett lutande underlag täckt med naturlig eller konstgjord snö, avsett att utför/nedför denna åka på skidor eller snowboard. Ordet pist kommer från franskan, men förekommer även i tyskans Skipiste, eller i Österrike Schipiste, och avser ett bergsområde/backe, där snön prepareras/packas (sedan 1960-talet med pistmaskin) för att möjliggöra utförsskidåkning i någon form (opreparerad utförsåkning kallas off-pist.) Skidbacke tillgår normalt skidlift och om det finns flera backar och liftar kallas området en skidanläggning.

## Backens och snöns egenskaper
Backens lutning kan variera beroende av den aktuella terrängens beskaffenhet och utformning, vilken kan antingen ha ett naturligt ursprung avhängigt de geologiska grundförhållandena på den aktuella orten, eller vara ut- eller omformat av människan antingen med hjälp av enklare manuella redskap som spade och spett, eller med maskinellt bistånd i form av traktorredskap av olika och för ändamålet lämpliga konstruktioner.
Även snömassans djup kan likaså variera till följd av mängden nederbörd i form av snökristaller, vilken i sin tur är beroende av under vilka atmosfäriska och hydrologiska förhållanden denna träffat markens yta vid ett eller flera varandra påföljande tillfällen och under dylika för ändamålet gynnsamma förhållanden likaså beroende av lufttemperaturen. Denna bör, under de aktuella nederbördstillfällena och i ett flertal tänkbara och önskvärda variabler tid därefter, inte i betydande grad överstiga 0°C, utan istället under än mer gynnsamma förhållanden gärna i betydande grad understiga densamma – så att den nedfallna och till funktionellt underlag omvandlade snömassan kan erhålla ett mer permanent tillstånd. Idealiska väderförhållanden för tillverkning av konstgjord snö är svag vind, temperatur mellan -5°C och -15°C samt under 80 % luftfuktighet.
I vissa natur- och väderförhållanden finns risk för lavin.

## Svårighetsgrader

### Färgmarkeringar i "vanliga" skidbackar
Skidbackar brukar svårighetsgraderas efter ett färgsystem. Skyltar med dessa färger finns normalt vid de olika nerfarternas början och förgreningar. I första hand är det lutningen som avgör färgen, men i viss mån bredden och annat. Färgerna är:
- Grön: Mycket lätt, för nybörjare och småbarn (används inte i tyskspråkiga länder).
- Blå: Lätt, för de flesta åkare.
- Röd: Medelsvår, för medelåkare och uppåt.
- Svart: brant, för erfarna och avancerade åkare.
- Dubbelsvart: extremt, endast skickliga åkare. (Används inte i Alperna. I tyskspråkiga länder finns orange och i franskspråkiga länder gul för extrema pister.)

### Lutningsvärden

#### Tyskland och Österrike
Enligt tysk-österrikisk standard är lutningen:
- Blå: Upp till 25 % (14°) lutning.
- Röd: 25–40 % lutning.
- Svart: Mer än 40 % (24°) lutning.

Kortare delsträckor med mindre lutning räknas inte in.

#### Sverige
En svensk bedömning är framtagen av Naturvårdsverket där brantaste partiet med en sammanhängande horisontell längd av minst 50 meter eller flera branta partier som tillsammans upptar minst en tiondel av totala längden, bestämmer nedfartens svårighetsgrad.
- Grön: Upp till cirka 9° lutning (16 %)
- Blå: Upp till cirka 15° lutning (27 %)
- Röd: Upp till cirka 25° lutning (47 %)
- Svart: Upp till 45° lutning (100 %)
- Dubbelsvart: 45° eller mer (mer än 100 %)

Sveriges brantaste skidbackar:
- 1. Chocken, Idre fjäll, 46°[5]
- 2. Väggen, Hundfjället/Sälen, 45°
- 3. Rännan, Lofsdalen, 42°
- 4. Nol i egga, Funäsdalsberget/ Funäsdalsfjällen, 40°

#### Finland
Finsk norm är:
- Grön:  mycket lätt, största lutning högst 15 % (8º)
- Blå:  lätt, största lutning 15-25 % (8-15º)
- Röd: medelsvår, största lutning 25-45 % (16 - 25º)
- Svart:  svår, största lutning 45 % (25º) eller mer

#### Frankrike
I Frankrike anges lutningen med ord utan gradangivelse:
- Grön, Vert: piste facile
- Blå, Bleu: piste moyenne
- Röd, Rouge: piste difficile
- Svart, Noir: piste très difficile

#### Nordamerika
Nordamerikansk norm är:
- Grön: 6-25%
- Blå: 25-40%
- Svart: >40%

### Övriga typer av alpina skidbackar/sluttningar
Det finns även lite mer speciella skidbackar, som normalt endast är för skickliga åkare:
- Pipe och Halfpipe (Rörformade banor främst avsedda för hopp och trick, Halfpipes kan ofta likna långa skateboardrampar)
- Puckelpist (Backar med mycket pucklar, främst svart/svår lutning)
- Funpark/Dreampark/terrainpark (Hopp- och styleområden)
- Off-pist (Ej skidbacke – är alla sluttningar utanför preparerat/bevakat område)